# Dřezovec

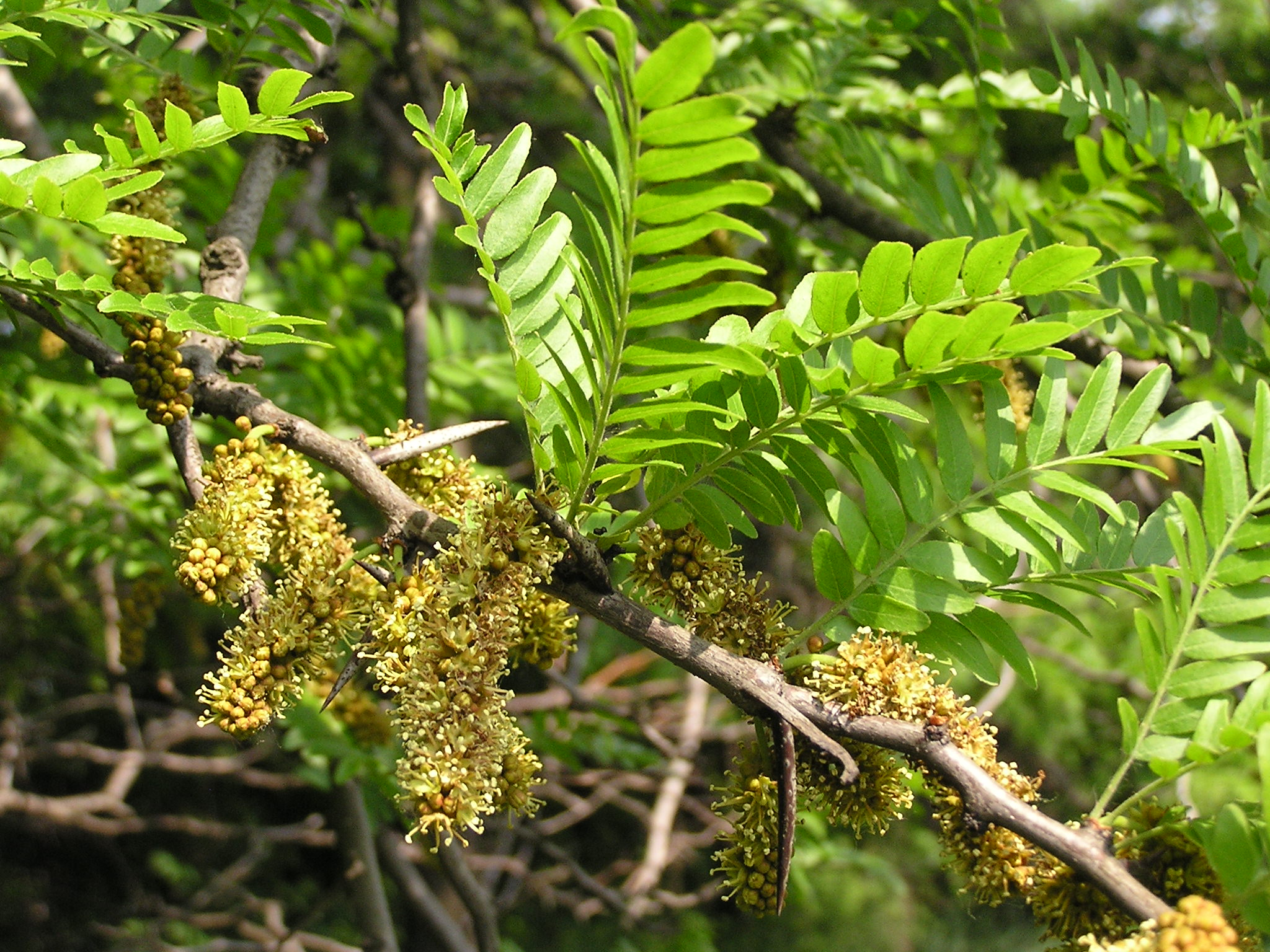
Kvetoucí dřezovec trojtrnný (Gleditsia triacanthos)

Dřezovec (Gleditsia) je rod rostlin patřící do čeledi bobovité (Fabaceae). Dřezovce jsou dřeviny se složenými listy a často s nápadnými dlouhými trny. Pocházejí z Asie, ze Severní Ameriky a Jižní Ameriky.
Některé druhy jsou pěstovány v celé řadě kultivarů jako okrasné dřeviny. V České republice se pěstují kultivary dřezovce trojtrnného.

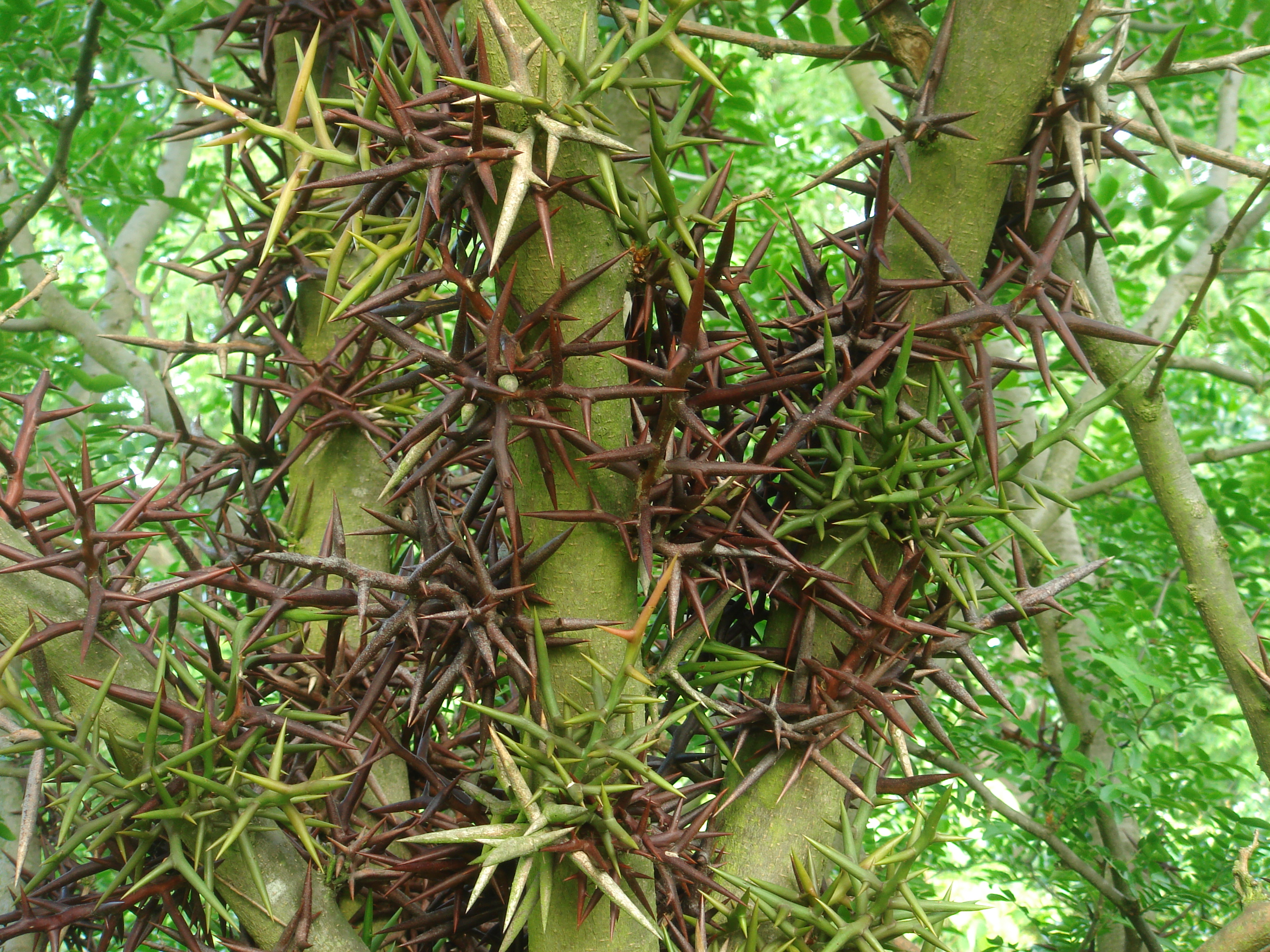
Kmen dřezovce čínského (Gleditsia sinensis)

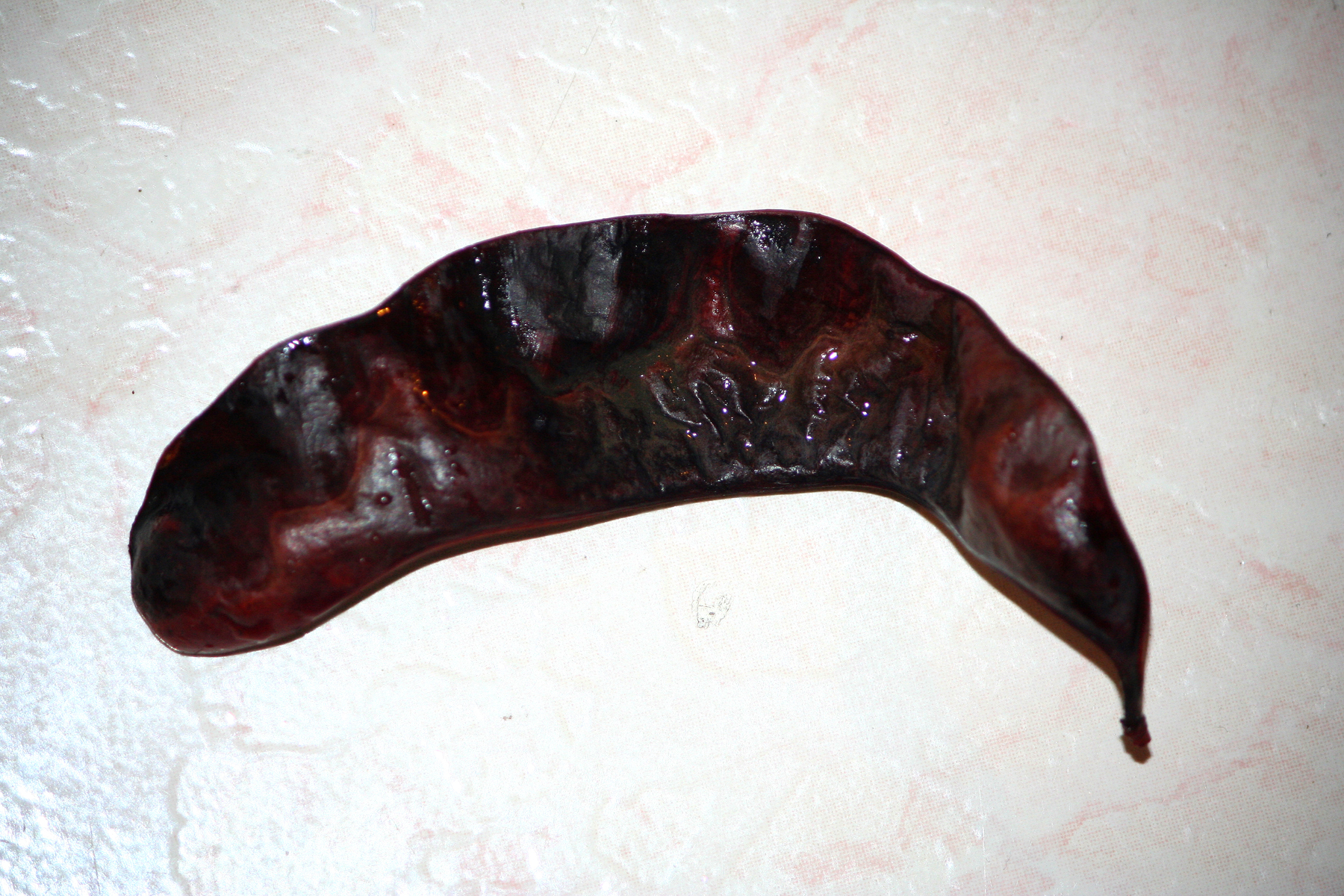
Lusk dřezovce čínského

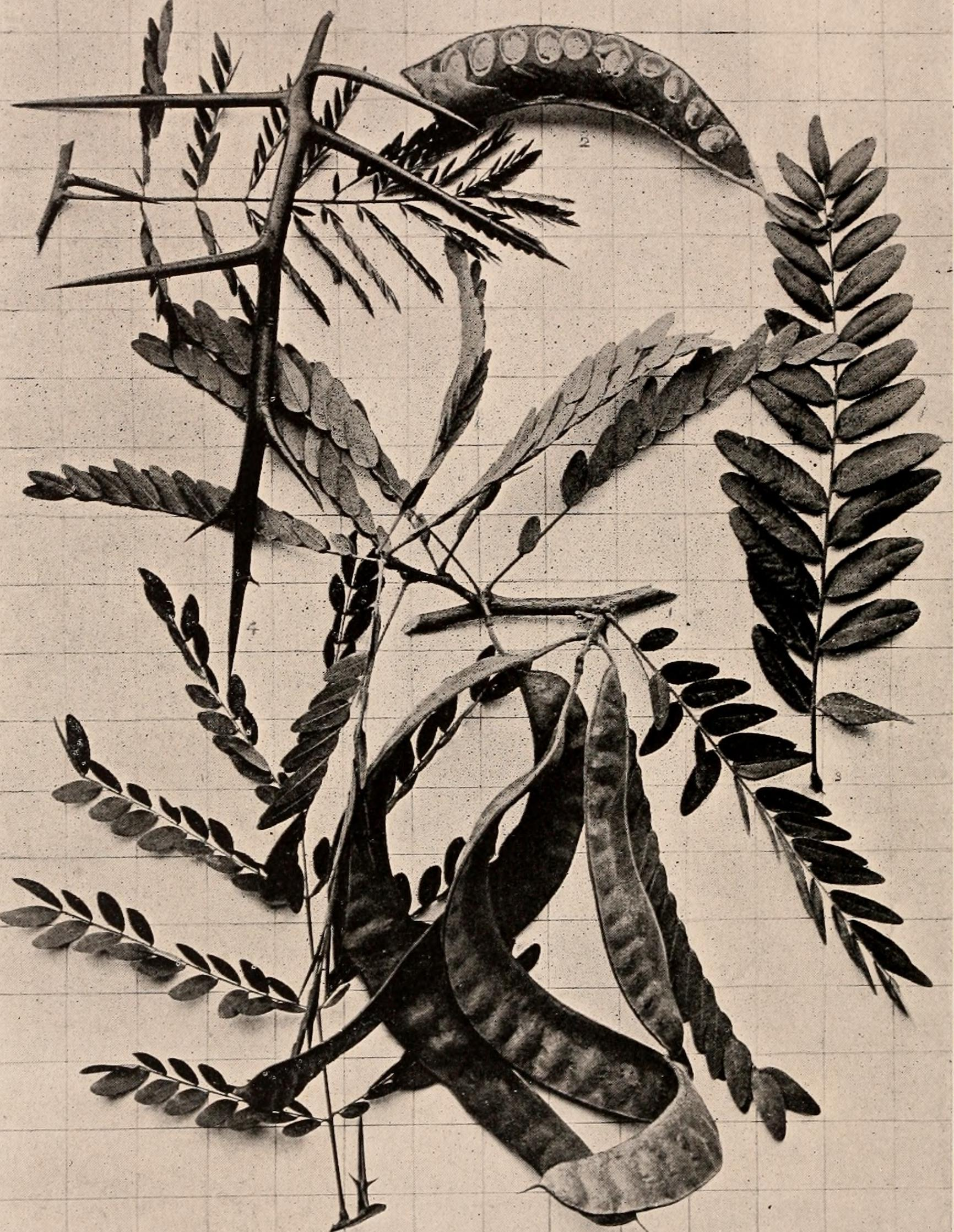
Hough Romeyn Beck: Handbook of the trees of the northern states and Canada east of the Rocky mountains, 1907, s. 288: dřezovec trojtrnný

## Popis
Dřezovce jsou opadavé jednodomé nebo dvoudomé stromy, vzácně keře se střídavými složenými listy. Jsou většinou trnité; z kmene a větví vyrůstají obvykle jednoduché nebo větvené, někdy nápadné trny. Listy jsou jednoduše zpeřené nebo dvakrát zpeřené, v některých případech i obojí na téže rostlině. Listy jsou složené z početných střídavých až téměř vstřícných lístků, které jsou na okraji pilovité až vroubkované, řidčeji celokrajné. Na brachyblastech jsou listy často nahloučené do svazečků. Palisty jsou drobné a opadavé. Květy jsou uspořádány v úžlabních nebo výjimečně vrcholových hroznech nebo klasech, řidčeji latách. Květy jsou drobné, žlutavě zelené až zelenavě bílé. Okvětí je 3četné až 5četné. Koruna je stejně dlouhá nebo o něco delší než kalich. Tyčinek je 6 až 10 a vyčnívají z květu. Semeník je přisedlý nebo krátce stopkatý, s krátkou čnělkou a vrcholovou bliznou. Obsahuje jedno i více vajíček. Plodem je nápadný vejčitý nebo eliptický nepukavý nebo jen obtížně pukající plochý lusk. Semena jsou zploštělá, tvrdá.
V přírodě se množí semeny nebo kořenovými výstřelky (výmladky z kořenů). Dřevinám rodu dřezovec vyhovuje v ČR kvalitní hlinitá půda a snášejí i písčitou půdu. Sázejí se na teplé a světlé stanoviště, solitérně, někdy v menší skupině. Neplodné nebo beztrnné kultivary se někdy vysazují do stromořadí. Vzácnější druhy nebo americké selekce se v ČR roubují v únoru až březnu ve skleníku nebo v březnu až dubnu na dřezovec trojtrnný.

## Rozšíření
Rod dřezovec zahrnuje 12 až 16 druhů. Je rozšířen v jihozápadní, střední a východní Asii a v Severní a Jižní Americe. Nejvíce druhů se vyskytuje v Číně, některé zasahují též do Vietnamu, Koreje nebo Japonska. V Severní Americe rostou dva druhy, dřezovec trojtrnný (G. triacanthos) a dřezovec vodomilný (G. aquatica) a v oblastech se společným výskytem i kříženec těchto druhů Gleditsia ×texana. Na Kavkazu roste dřezovec kaspický (G. caspica), v severovýchodní Indii dřezovec Gleditsia assamica. V Jižní Americe roste jediný druh, Gleditsia amorphoides, rozšířený v jižní Brazílii, Paraguayi, Bolívii, Uruguayi a severní Argentině.
Některé zdroje uvádějí výskyt i v tropické Africe, a sice druhu Gleditsia africana. Taxon byl však přeřazen do rodu Erythrophleum a platné vědecké jméno je Erythrophleum africanum. (Rozšíření: Angola, Benin, Botswana, Burkina Faso, Gambie, Ghana, Guinea, Guinea-Bissau, Jižní Súdán, Kongo, Konžská demokratická republika, Mosambik, Namibie, Nigérie, Pobřeží slonoviny, Senegal, Středoafrická republika, Tanzanie, Togo, Zambie, Zimbabwe.)

## Obsahové látky
V dřezovci japonském (Gleditsia japonica) byl prokázán obsah saponinů, flavonoidů a fenylpropanoidů.

## Taxonomie
Rod Gleditsia je v rámci čeledi Fabaceae řazen do podčeledi Caesalpinioideae a tribu Caesalpinieae. V minulosti byl řazen do čeledi Caesalpiniaceae (sapanovité), která byla v systému APG vřazena na základě fylogenetických studií do široce pojaté čeledi Fabaceae. Nejblíže příbuzným rodem je Gymnocladus (nahovětvec). Oba rody zřejmě vznikly v oblasti východní Asie v období eocénu.

## Zástupci
- dřezovec čínský (Gleditsia sinensis)
- dřezovec japonský (Gleditsia japonica)
- dřezovec kaspický (Gleditsia caspia)
- dřezovec trojtrnný (Gleditsia triacanthos)
- dřezovec velkotrnný (Gleditsia macracantha, syn. G. sinensis)
- dřezovec vodomilný (Gleditsia aquatica)[4]

## Rozšíření druhů
- Gleditsia amorphoides – Argentina (SV a SZ), Bolívie, Brazílie, Paraguay, Uruguay[11]
- Gleditsia aquatica – USA
- Gleditsia assamica – Indie
- Gleditsia australis – Čína, Hong Kong, Vietnam
- Gleditsia caspica – Ázerbájdžán, Írán, Turkmenistán, Uzbekistán
- Gleditsia fera – JV Číny, Laos, Tchaj-wan, Thajsko, Vietnam
- Gleditsia japonica – Čína, Japonsko, Korea, Assam
- Gleditsia medogensis – Tibet
- Gleditsia microphylla – Čína
- Gleditsia rolfei – Filipíny a Sulawesi
- Gleditsia sinensis – Čína
- Gleditsia triacanthos – USA
- Gleditsia ×texana – USA.[12]

## Význam
Dřezovce jsou atraktivní dřeviny vysazované zejména jako solitér. Vyžadují světlé a teplé stanoviště a jsou dosti odolné proti suchu. V České republice je v různých kultivarech pěstován především dřezovec trojtrnný (Gleditsia triacanthos). Jednotlivé kultivary se liší zejména vzrůstem a habitem nebo barvou listů. Mimo tento druh roste v českých botanických zahradách a arboretech:
- dřezovec vodomilný (G. aquatica) – Dendrologická zahrada Průhonice, Arboretum Nový Dvůr;
- dřezovec kaspický (G. caspica) – Dendrologická zahrada Průhonice;
- dřezovec japonský (G. japonica) – Dendrologická zahrada Průhonice, Arboretum Semetín, Arboretum Nový Dvůr.

Dřeň plodů dřezovce trojtrnného (G. triacanthos) využívali američtí Indiáni jako sladidlo, zahušťovadlo a v léčitelství. Dřezovec čínský (G. sinensis) je využíván v tradiční čínské medicíně, dřezovec japonský (G. japonica) v Koreji.
Dřevo dřezovce trojtrnného je vlastnostmi podobné dřevu akátovému, je pevné, obtížně opracovatelné a trvanlivé. Je používáno zejména na pražce, vodní stavby, mosty apod.

## Galerie

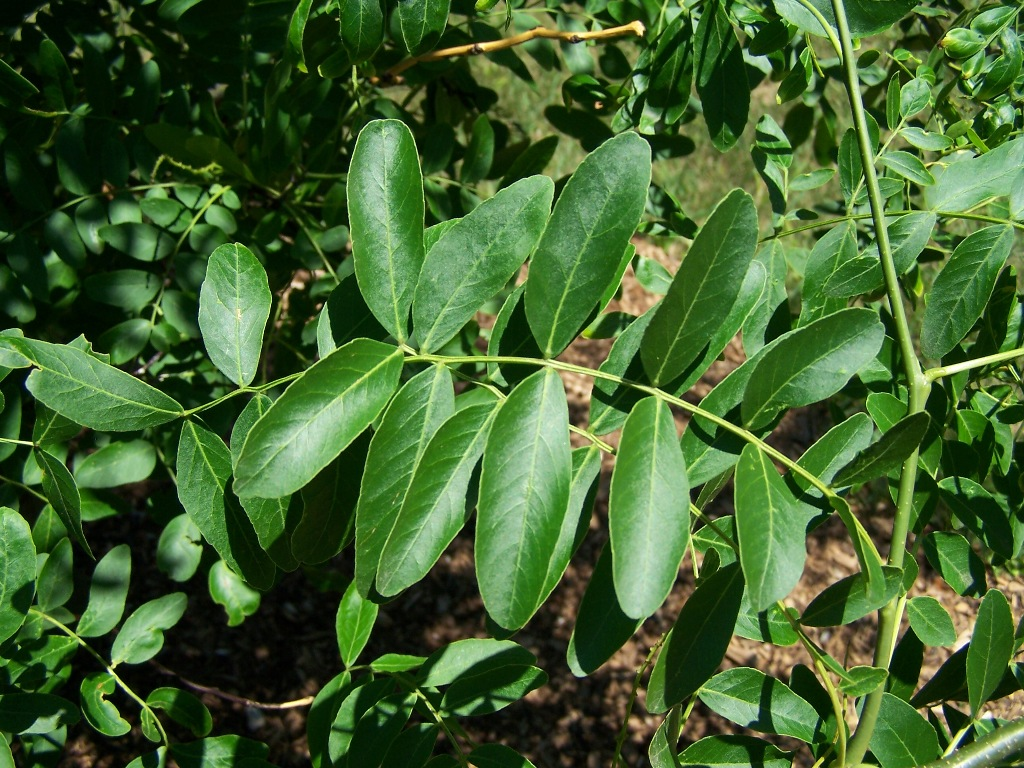
dřezovec kaspický; USA, Morton Arboretum
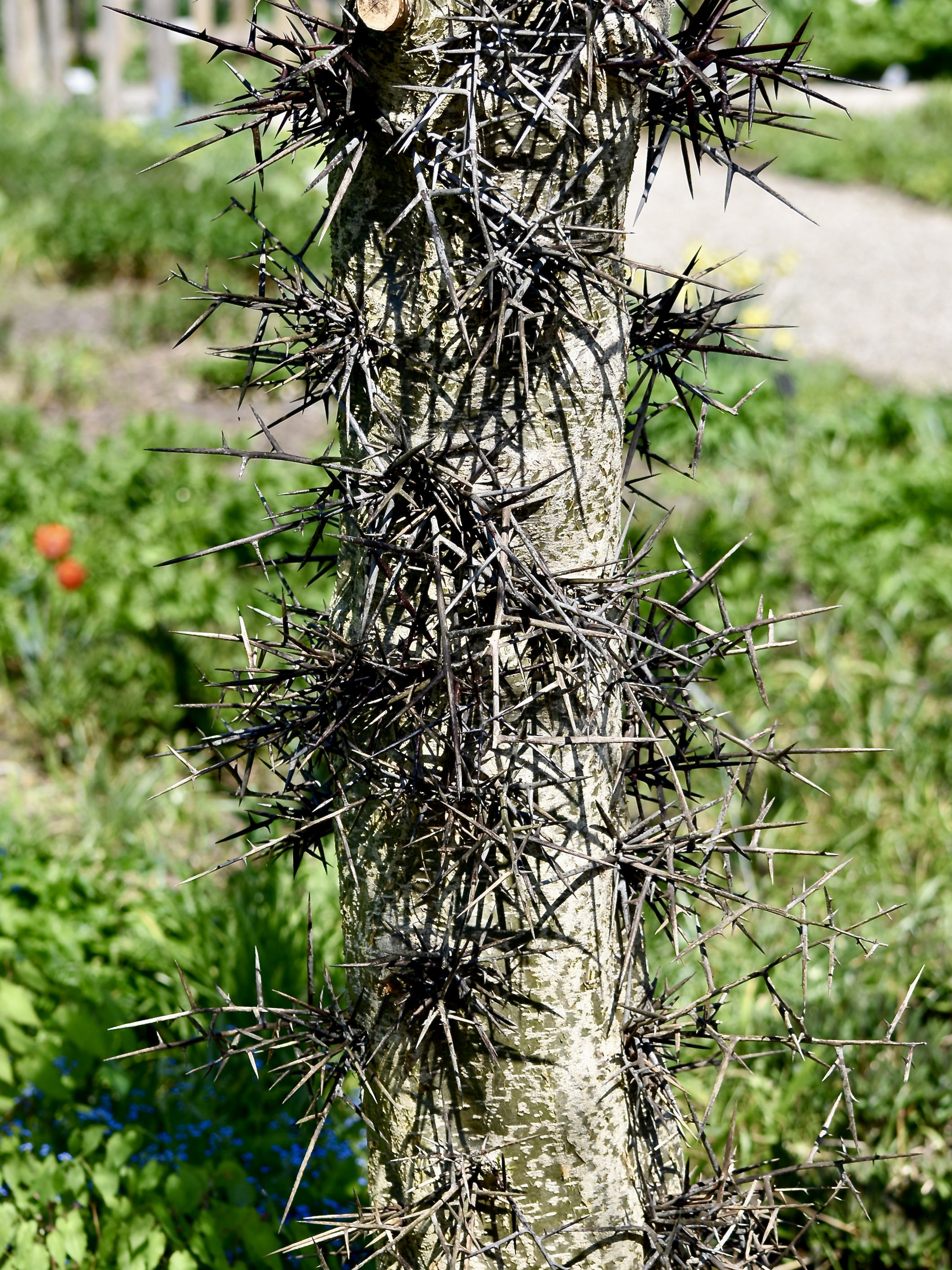
dřezovec kaspický; Hannover, Berggarten
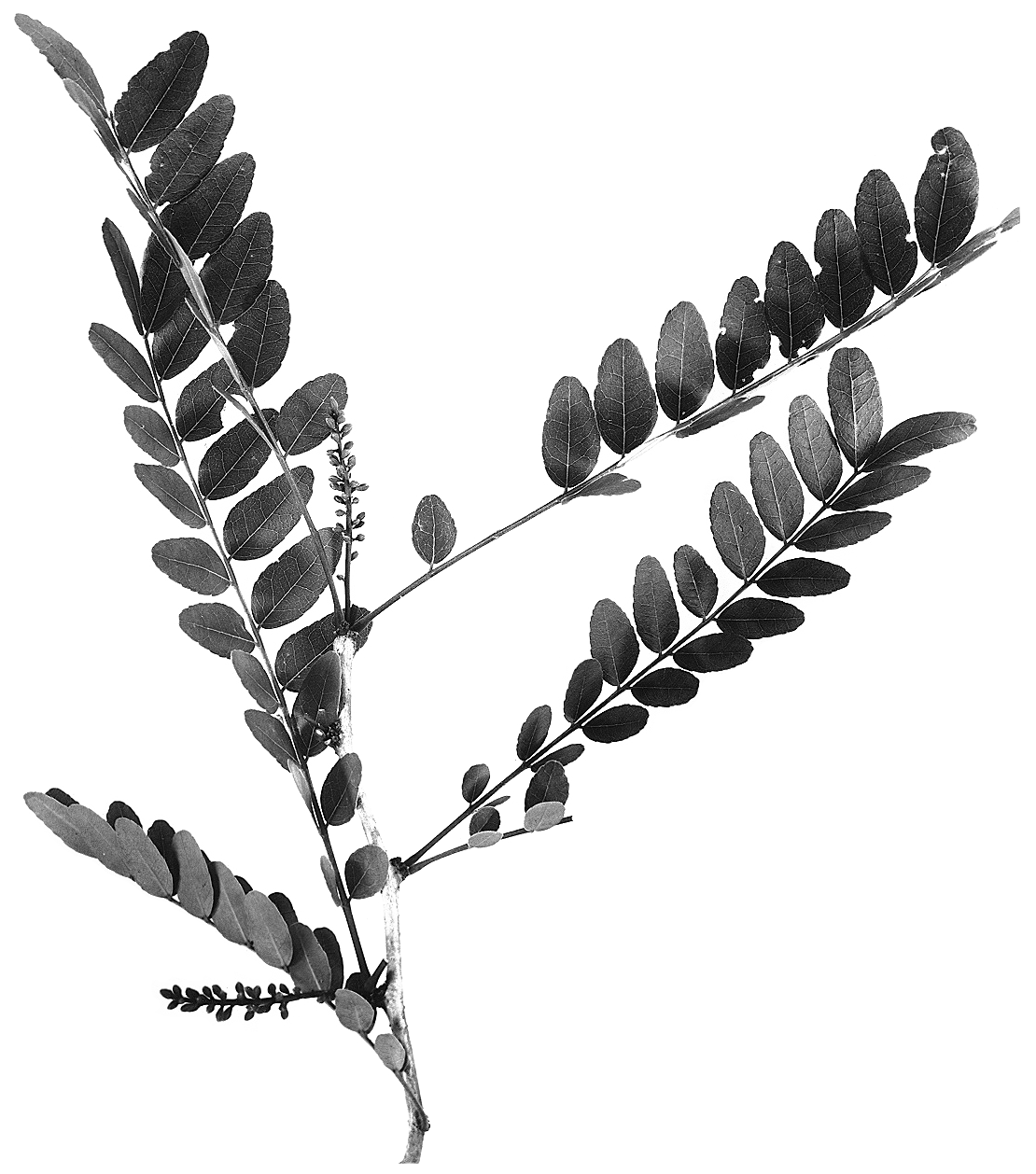
dřezovec vodomilný (nelokalizováno)
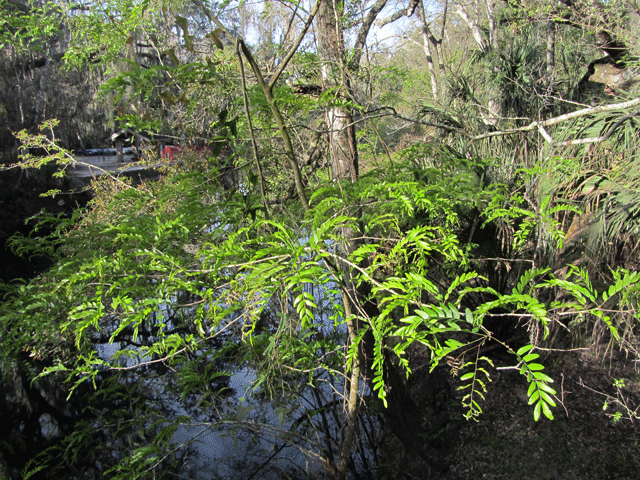
dřezovec vodomilný, Florida; Hillsborough River State Park
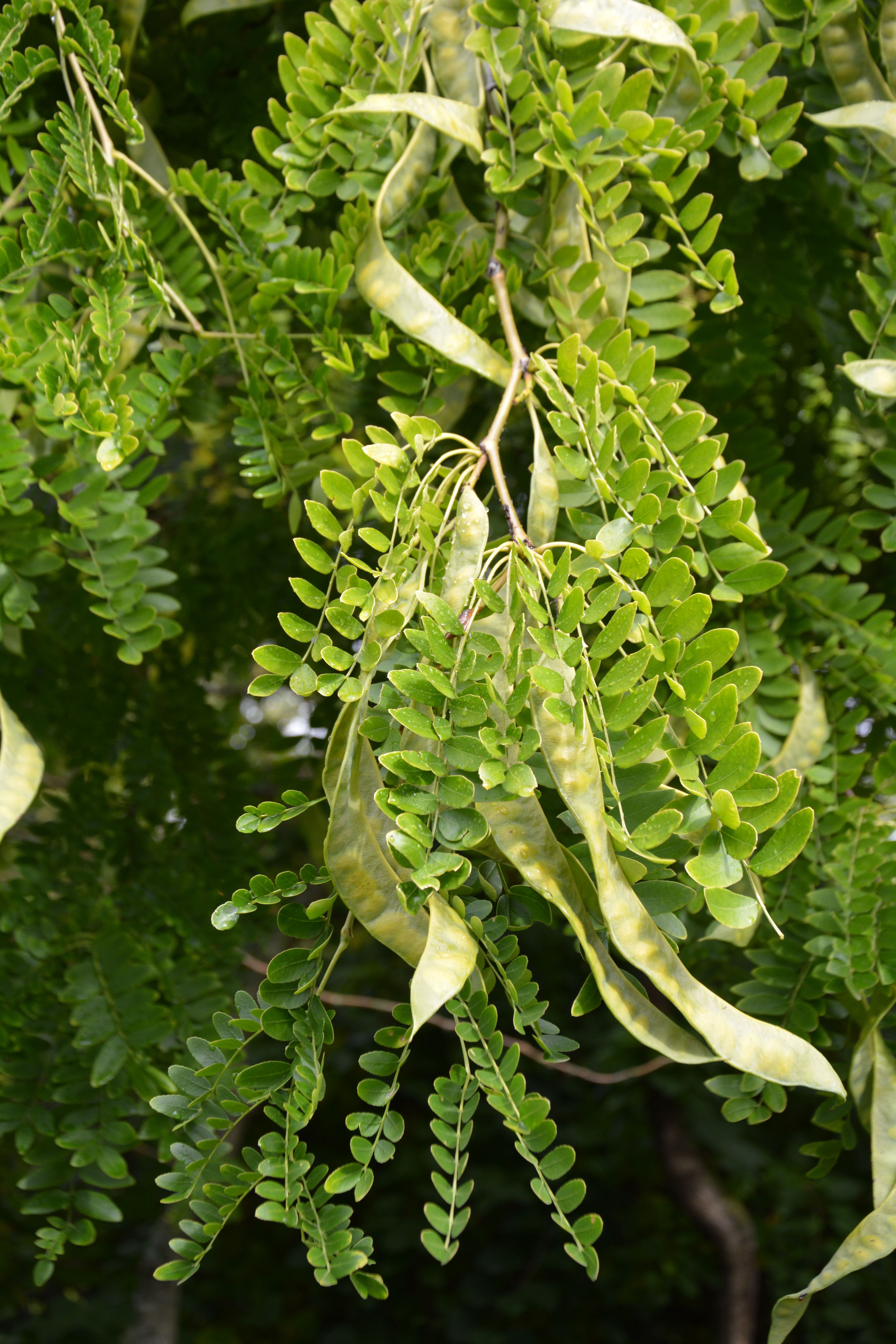
dřezovec japonský; Helsinky, bot. zahrada Kumpula
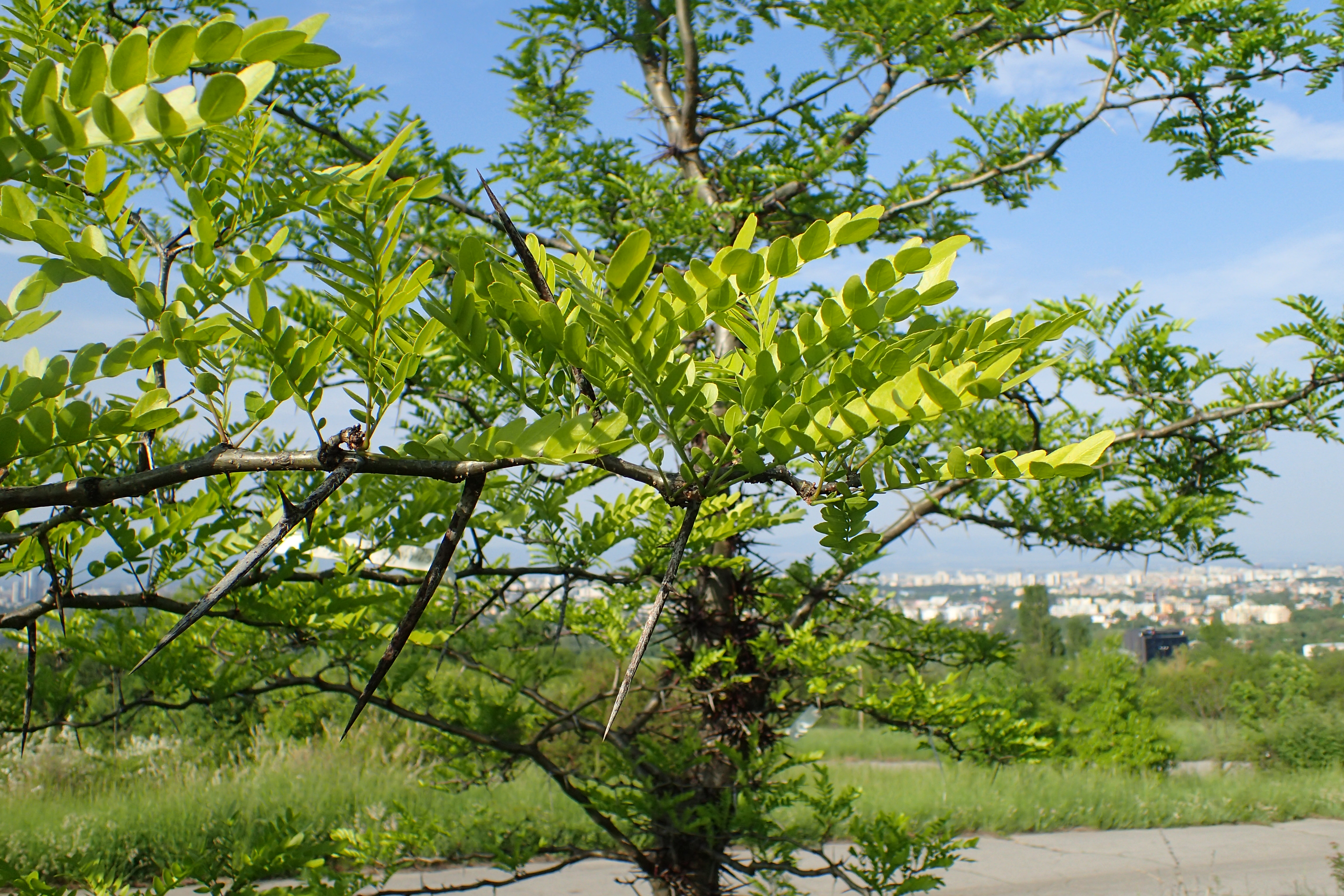
dřezovec velkotrnný; Sofia, bot. zahrada Bulharské akademie věd
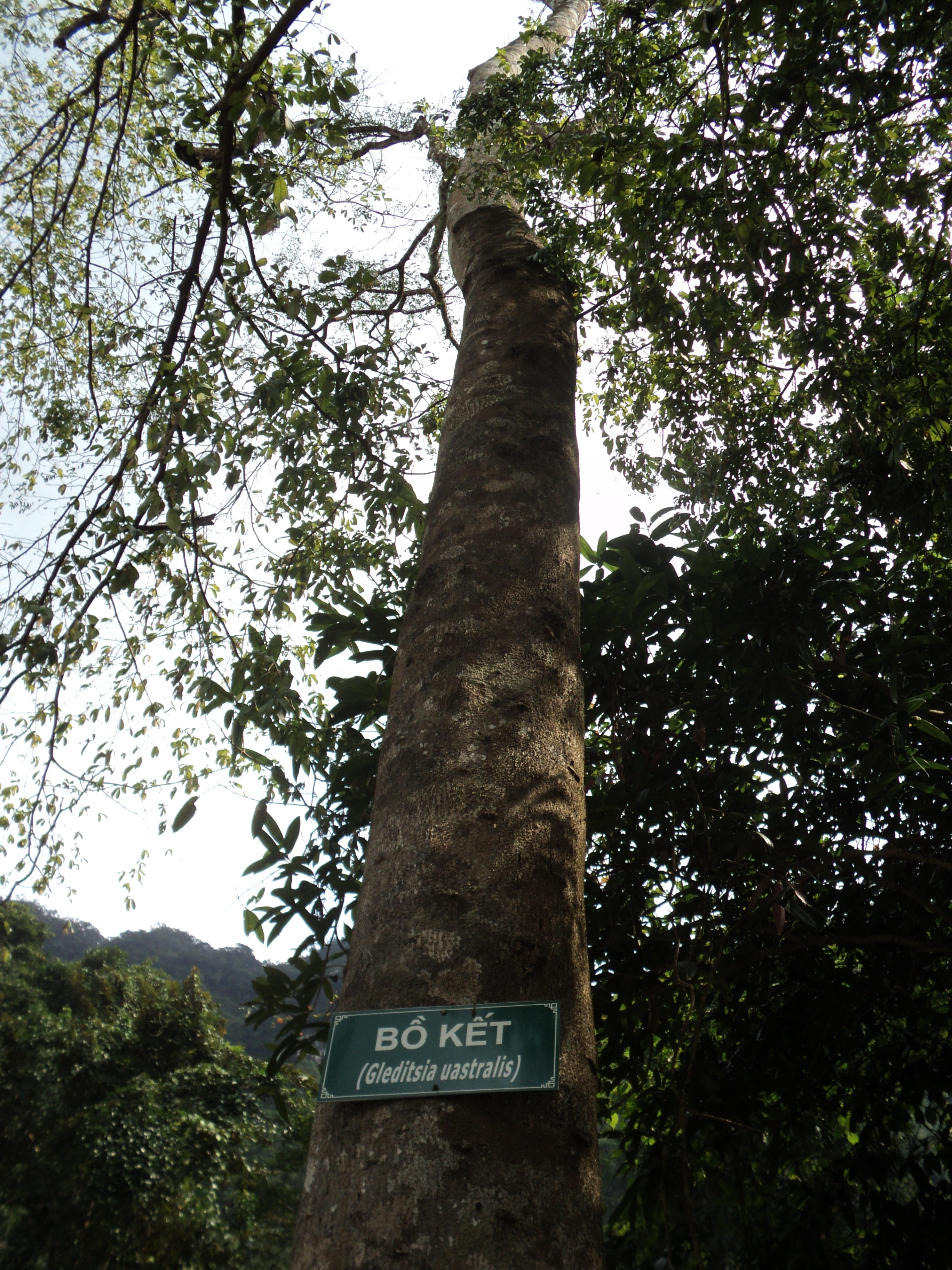
Gleditsia australis (nelokalizováno)
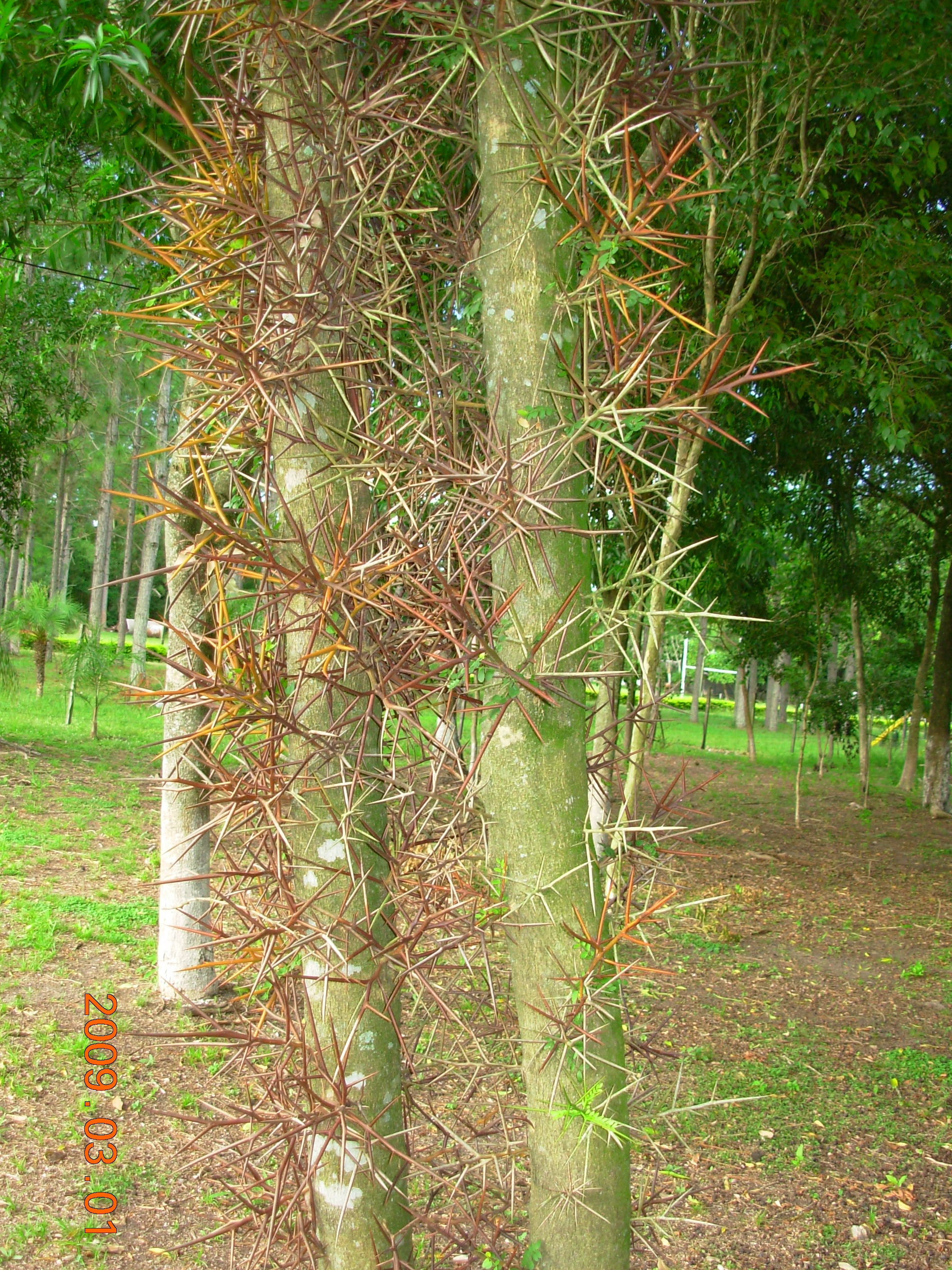
Gleditsia amorphoides; Argentina, Riachuelo
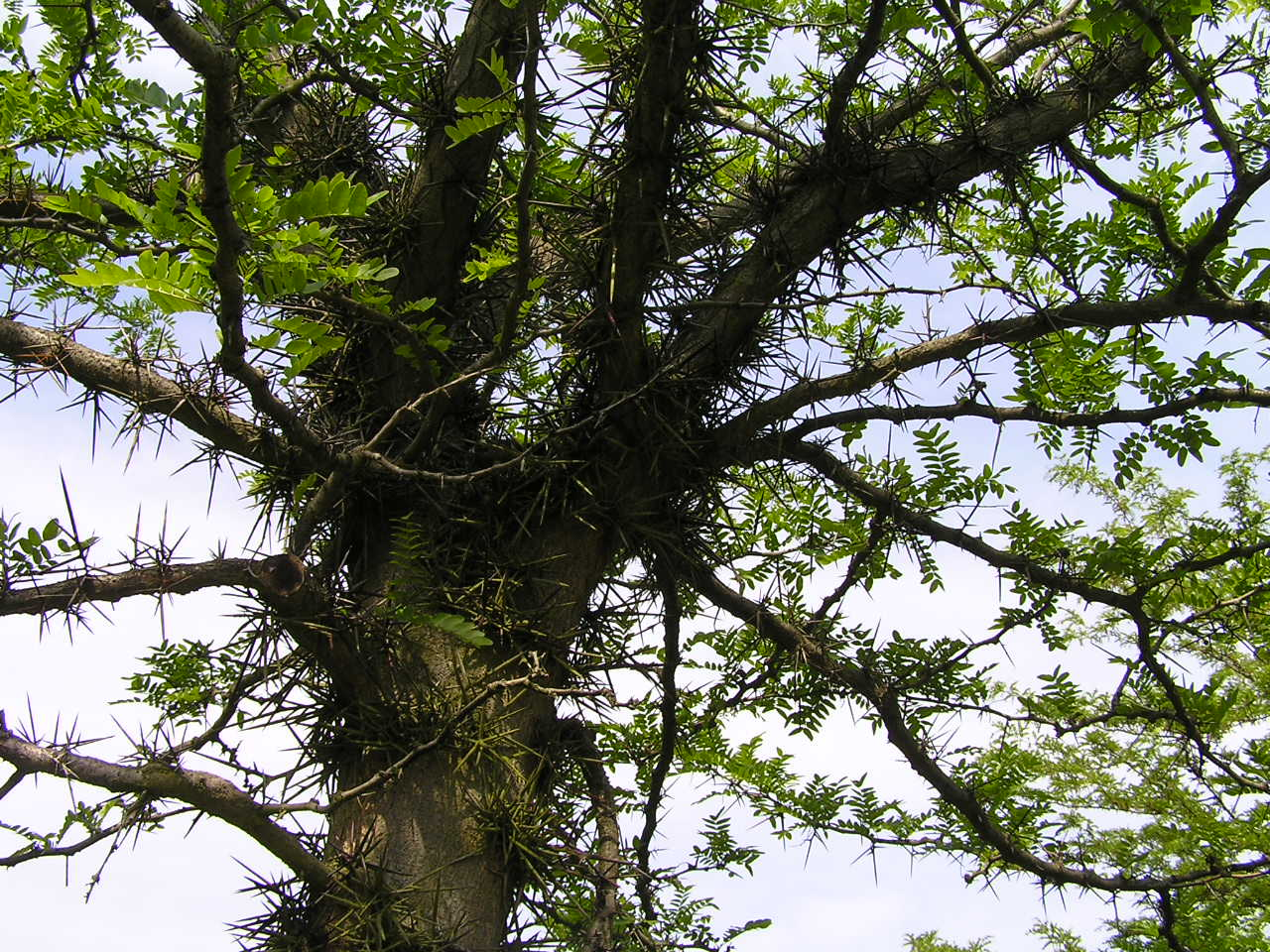
dřezovec texaský; arboretum Chèvreloup, Rocquencourt, Francie
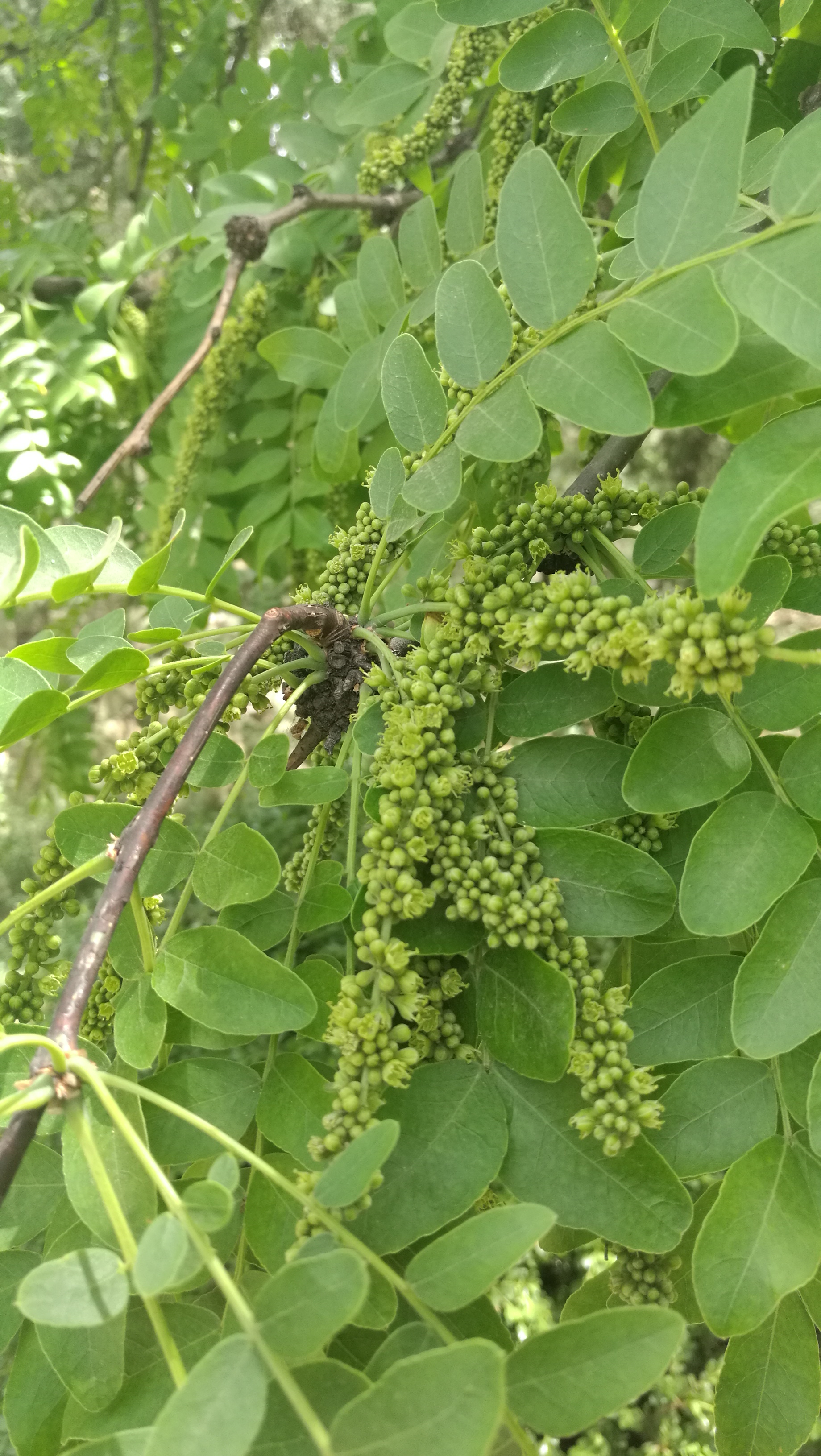
dřezovec čínský, květ; Peking